# Sekundærrute
En sekundærrute er en rutenummereret vej i Danmark. 
Sekundærruter er lokale ruter, der forbinder de mindre byer og primærruter. Sekundærruteskilte er hvide med sorte tal.
Sekundærruter har altid 3-cifrede rutenumre, eller O1-O3, for dele af ringveje som også er sekundærruter.
Der findes i alt 152 veje, der er tildelt et sekundærrutenummer. Laveste nummer er 150, højeste nummer er 597.

## Sekundærrute der er motorvej
- Lyngbymotorvejen 201 (Virum)- (Motorring 3)
- Århus Syd Motorvejen 501 (Hørning) – (Viby J)
- Messemotorvejen 502 (Snejbjerg) – (Sinding)

## Sekundære ringruter og cityringe
Vejreglerne bestemmer, at sekundære ringruter omkring større byer får numre fra O1 og opefter afhængig af hvor mange ringruter, den enkelte by har. Hvert sted startes med O1. Mange af de skiltede sekundære ringruter rundt om i danske byer følger tilsyneladende ikke de officielle bestemmelser om at begynde med O1, ligesom ganske få af dem er optaget på Fjern- og nærmålslisten, selv om der fysisk står skilte i nedenstående byer.
Billund
- O1 Cityring

Brønderslev
- O1 Ring 1
- O2 Ring 2

Fredericia
- O Cityring

Grenå
- O Cityring

Haderslev
- O Cityring

Helsingør
- O1 Ring 1
- O2 Ring 2
- O3 Ring 3

Herning 
- O Cityring

Holstebro 
- O Cityring
- O2 Ring 2

Horsens
- O1 Cityring

Hjørring
- O Cityring

Kolding
- O Cityring

Nykøbing F
- O Centerring

Næstved
- O Centerring
- O2 Ring 2

Odense
- O1 Cityring
- O2 Ring 2
- O3 Ring 3

Randers
- O1 Centerring

Roskilde
- O1 Ring 1
- O2 Ring 2

Skagen
- ON Ring Nord

Skive
- O Cityring

Sæby
- O Cityring

Thisted
- O Cityring

Vejle 
- O1 Cityring
- O2 Ring 2

Viborg
- O Cityring

Vordingborg
- O Cityring

Aalborg
- O1 Ring 1

Aarhus
- O1 Ring 1
- O2 Ring 2
- O3 Ring 3 (2022)[2]